# Pantà de Sant Ponç
El pantà de Sant Ponç és un embassament situat a la vall mitjana del riu Cardener, creat per una presa localitzada al municipi de Clariana de Cardener, que s'estén pels termes de Clariana de Cardener, Olius i Navès, a la comarca del Solsonès, no gaire lluny del límit amb la del Bages. Actualment és el tercer embassament de la conca del riu Llobregat per capacitat, però quan es va innaugurar el 1957 era el més gran (la Baells i la Llosa del Cavall, són força més grans però es van construir després).

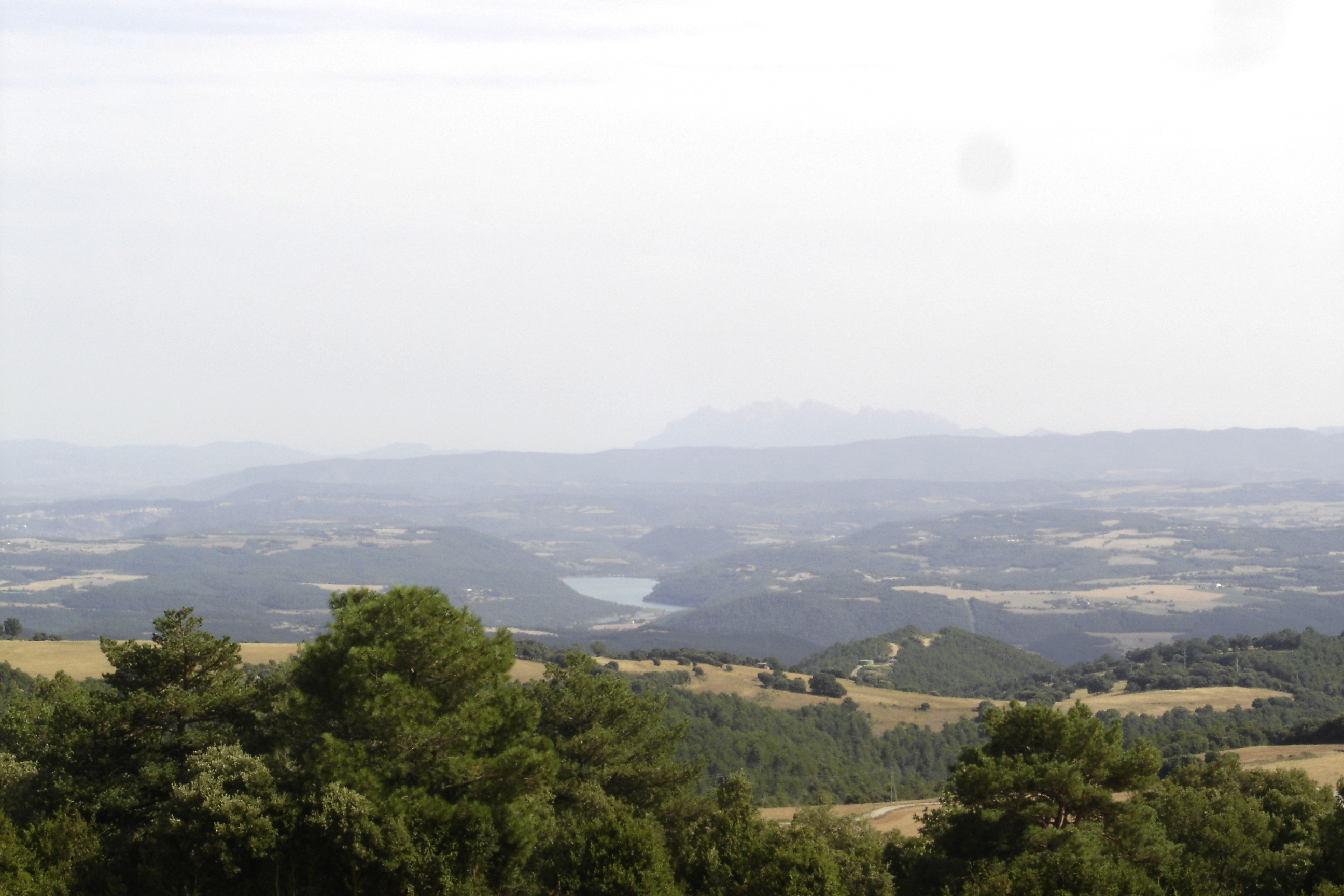
Vista panoràmica del pantà amb Montserrat al fons

S'ha aprofitat el congost format pel Cardener a l'indret de l'ermita de Sant Ponç, ara inundada pel pantà, per a la construcció de la presa damunt plataformes estructurals profundament entallades pels cursos d'aigua.
Amb una presa de 59,5 metres d'alçada i una longitud de coronació de 311 metres, té una capacitat de 24,4 hm³, una llargada de 5,8 km i la superfície total de l'embassament és de 144,5 ha.
S'hi poden trobar diferents espècies de peixos, sobretot introduïdes com alburns, carpes, lluços de riu, peixos sol, perques americanes, madrilletes veres, lucioperques i silurs.

## Corrents fluvials que hi desemboquen

### Per la riba dreta
- La ribera del Llissó (al municipi d'Olius)
- La rasa Perpètua (al municipi d'Clariana de Cardener)

### Per la riba esquerra
- El torrent de l'Alguer (al municipi d'Olius)
- La rasa de Cal Cases (al municipi de Clariana de Cardener)
- La rasa de Golorons (al municipi de Clariana de Cardener)
- El torrent d'Albereda (al municipi de Navès)
- El barranc del Reguer (al municipi de Navès)